# Julius Schwyzer

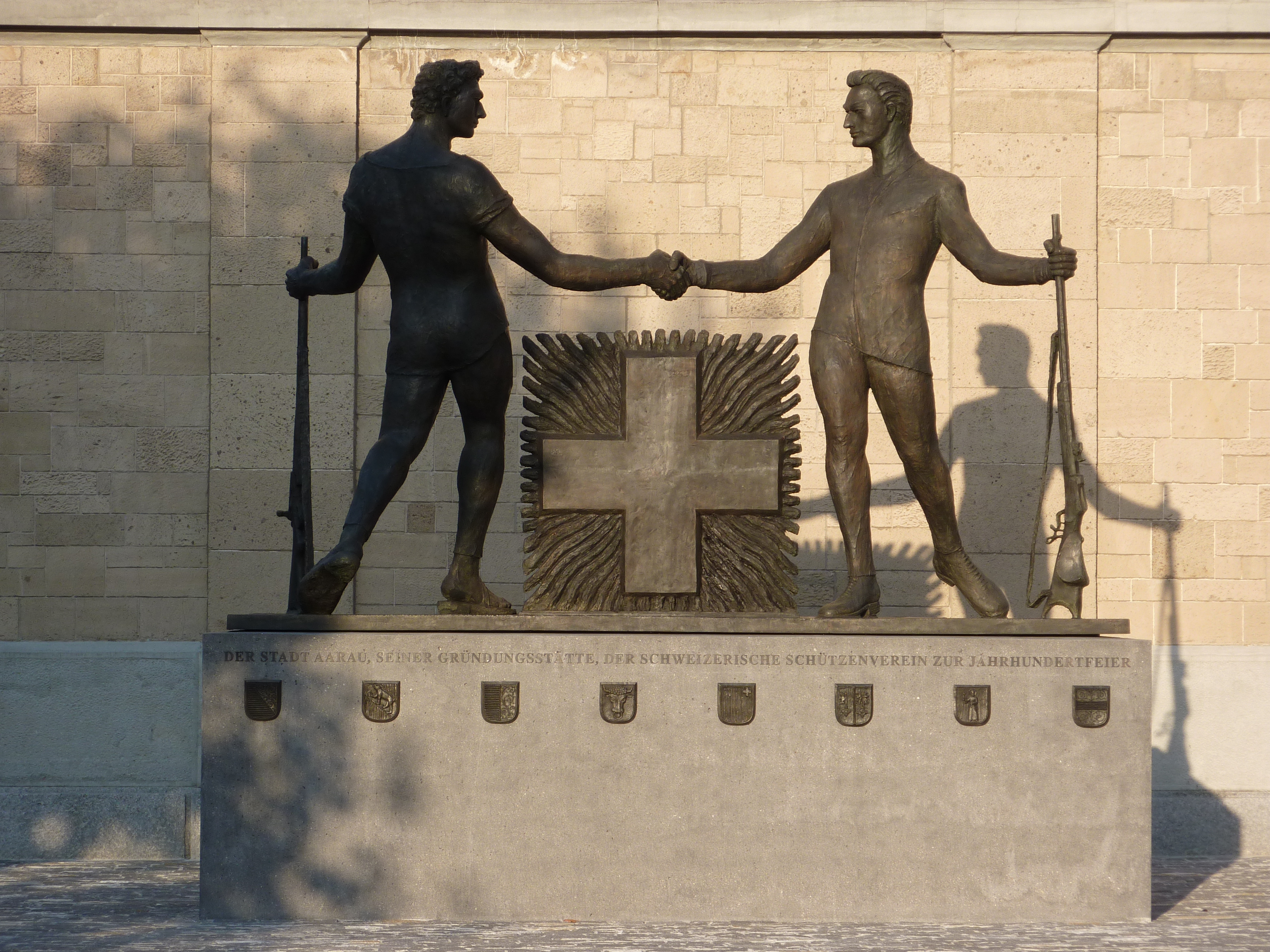
Aarauer Schützendenkmal

Julius Schwyzer (* 27. September 1876 in Nottwil; † 6. Februar 1929 in Zürich) war ein Schweizer Bildhauer und Maler.

## Leben und Werke
Julius Schwyzer war ein Sohn des Zimmermanns Benedikt Schwyzer und dessen Ehefrau Maria, geb. Stöckli. Er besuchte von 1888 bis 1890 die Kunstgewerbeschule Luzern und absolvierte eine dreijährige Steinhauerlehre bei Louis Wethli in Zürich. Auf eine Weiterbildung in München im Jahr 1906 folgten Aufenthalte in Nordafrika und Paris.
Zusammen mit seinem Bruder Bernhard betrieb Julius Schwyzer, der unverheiratet blieb, in Zürich ein Atelier für Bauplastik und Grabmalkunst. Von Julius Schwyzer stammen unter anderem das Schützendenkmal beim Bahnhofplatz Aarau aus den Jahren 1922 bis 1924, der Monumentalbrunnen beim alten Bahnhof Wiedikon und das Soldatendenkmal im Stadtgarten Chur. In Zürich wurde er unter anderem zu Renovationen am Rathaus und am Grossmünster herangezogen.
Schwyzer stellte seine Werke im Kunsthaus Zürich, Kunstmuseum Luzern und in der Kunsthalle Bern aus. Während der Arbeit am Monumentalbrunnen Spielwiese Oberstrass, den er zusammen mit Wethli junior schuf, starb er.